# Bugs Bunny fait son cirque
Pour plus de détails, voir Fiche technique et Distribution.
Bugs Bunny fait son cirque (Big Top Bunny) est un cartoon Merrie Melodies réalisé par Robert McKimson en 1951 mettant en scène Bugs Bunny et Bruno, l'ours vaniteux acrobate.

## Synopsis
Dans une cage spacieuse du cirque du colonel Corny, l'ours acrobate Bruno se vante d'être magnifique. Il surprend une conversation du shérif au téléphone où il apprend qu'il va devoir faire équipe avec un lapin (Bugs Bunny). Bruno décide d'écarter ce rival durant la soirée.
Après une entrée appréciée, Bugs Bunny se fait frapper par Bruno qui salue le public, l'ours hypocritement se dit ravi d'avoir un assistant et sabote le tour du levier en plaçant une enclume sur l'une des cibles. Pendant le numéro de trapèze, Bruno fait tomber Bugs Bunny qui échappe à la chute grâce à des ressorts. Ce dernier offre alors un téléphone à Bruno qui s'empresse de l'utiliser, ce qui le fait tomber dans la fosse d'orchestre. Bruno tente à nouveau son coup mais Bugs Bunny mime un vélo avec les fausses mains de l'ours, ce qui le sauve. Bruno tente de l'imiter et tombe à nouveau. Le lapin décide de faire un numéro de plongeon solo mais Bruno, poussé par la jalousie, exécutera un saut de 1 000 m dans un bloc de ciment et s'assommera. Bugs Bunny expédiera l'artiste avec un levier, un trampoline, une grosse femme, un artiste faisant tourner des balles (un jongleur ?), un autre artiste étant accroché à une ficelle, un vélo et un gros canon.